# Conseil national de la transition (Guinée, 2010)
Pour les articles homonymes, voir Conseil national de la transition (Guinée), Conseil national de transition et CNT.
Assemblée nationale Assemblée nationale
Le Conseil national de la transition constitue l'organe législatif de la Guinée en remplacement de l'Assemblée nationale dissoute après la mort de Lansana Conté et la prise de pouvoir du CNDD.

## Historique
La période de transition dirigée par Moussa Dadis Camara, issu du Conseil national pour la démocratie et le développement, commence le 24 décembre 2008. Après neuf mois de pouvoir militaire, arrivent les évènements du stade du 28 septembre 2009 et la tentative d'assassinat du capitaine-président Moussa Dadis Camara qui s'exile au Burkina Faso.
Le général Sékouba Konaté prend alors la relève de la transition et crée le 8 février 2010 le Conseil national de transition dirigé par la première femme africaine présidente d'une centrale syndicale nationale en Afrique, Hadja Rabiatou Serah Diallo, jusqu'à l'organisation des élections qui conduisent Alpha Condé au pouvoir fin 2010.

## Organisation et fonctionnement

### Organisation
L'organe dirigeant du CNT est constitué de représentants issus de la société civile, des partis politiques, du Conseil national pour la démocratie et le développement et du Conseil religieux, ainsi que de personnes ressources.

## Membres
Le Conseil a 101 membres.